# Війна шостої коаліції
Війна́ шо́стої коалі́ції — війна проти Наполеона коаліції європейських держав.
На початку 1813 року війну проти Наполеона в Центральній Європі вела лише Росія. До складу коаліції з Росією у березні 1813 увійшла Пруссія, потім, влітку 1813, вступили Англія, Австрія та Швеція, а після розгрому Наполеона в Битві народів під Лейпцигом у жовтні 1813 до коаліції долучились німецькі держави Вюртемберг та Баварія. Незалежно від коаліції з Наполеоном на Піренейському півострові воювали Іспанія, Португалія та Англія. Активні бойові дії тривали упродовж року з травня 1813 до квітня 1814 з 2-місячним перемир'ям влітку 1813.
1813 року війна проти Наполеона велась зі змінним успіхом на території Німеччини, головним чином в Пруссії та Саксонії. У 1814 році бойові дії перемістились на територію Франції й завершились до квітня 1814 взяттям Парижа, Наполеон зрікся влади.
Німецька історіографія відокремлює у самостійний епізод цієї війни Визвольну війну в Німеччині, що завдала вирішального впливу на створення за півстоліття Другого рейху.

## Передісторія

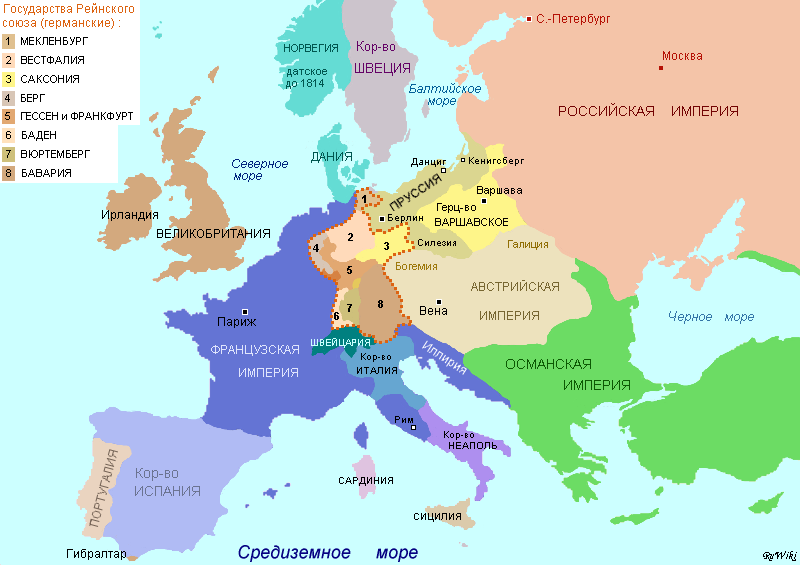
Мапа Європи у 1812—1814 роках

### Загальний стан справ
Імператор Франції Наполеон до 1811 року підкорив собі більшу частину Європи за винятком Англії та Росії, збройний опір продовжував чинити лише народ Іспанії за допомогою англійської десантної армії. Географічне положення й сильний флот робили Англію неуразливою для вторгнення, тому Наполеон в червні 1812 почав рух на Росію з метою послаблення й часткового розділу Російської імперії.
На 1 червня 1812 року Наполеон мав у підпорядкуванні збройні сили, що складались з понад мільйона солдат: 687 тисяч чоловік у Німеччині та Польщі (включаючи 322 тисячі солдат з васальних держав), до 300 тисяч зав'язло у війні в Іспанії, 150 тисяч стояло гарнізонами у Франції, 50 тисяч утримували покірною Італію.
З них у 20-х числах червня 1812 року близько 440 тисяч перейшло кордон Росії, пізніше до 140 тисяч підійшли до Наполеона у складі резервів. З цих майже 610 тисяч чоловік, якщо рахувати й обозників, повернулись назад з Росії до початку 1813 року лише близько 60 тисяч солдат, причому половину тих, хто вцілів склали військові контингенти з Австрії та Пруссії, які незабаром спрямували зброї проти Франції. Окрім величезних людських втрат Наполеон втратив у Росії понад 1200 гармат й 167 тисяч коней. Йому вдалось за рахунок мобілізацій у Франції набрати до весни 1813 року велику армію, але спроби відновити сильну кавалерію та колишню артилерію не увінчались успіхом з причини відсутності часу й ресурсів.

### Північний фланг російського фронту
Головна російська армія під командуванням М. І. Кутузова зупинилась в грудні 1812 року на зимові квартири в районі Вільно (південь Литви), куди виїхав імператор Олександр I. Переслідування залишків наполеонівських військ велось в Литві загонами козаків (до 7 тис.) та корпусами генерала Вітгенштейна (до 30 тис.) й адмірала Чичагова (14 тис. солдат). Вітгенштейн направився до гирла Німану, щоб відрізати шлях відходу окремому французькому корпусу маршала Макдональда, у складі якого діяли війська під командуванням прусського генерал-лейтенанта Йорка.
Авангардний загін під командуванням генерала Дібича з корпусу Вітгенштейна відрізав прусські частини Йорка від дивізії Макдональда, після чого Дибіч 18 (30) грудня 1812 зумів схилити Йорка до сепаратного перемир'я, що отримало відомість як Таурогенська конвенція. За цією угодою пруссаки без відома свого короля вирішили зайняти нейтральну позицію, в результаті чого у Вітгенштейна з'явилась можливість переслідувати Макдональда територією Східної Пруссії. Хоча формального рішення про перетин кордонів Російської імперії не було, фактично загони Вітгенштейна 23 грудня (4 січня) 1813 підійшли до Кенігсберга, який взяли наступного дня без бою (захоплено до 10 тис. полонених і хворих французів).

### Південний фланг російського фронту
Правий (або південний) фланг Головної армії Наполеона прикривали австрійський корпус фельдмаршала Шварценберга і слабкий саксонський корпус генерала Реньє. Коли жалюгідні залишки наполеонівської Великої армії відходили за Німан, австро-саксонські війська (30—40 тис.) маневрували, намагаючись уникнути боїв з росіянами, в районі Білостока та Брест-Литовського на кордоні з Варшавським герцогством (польською буферною державою, яку створив Наполеон під егідою саксонського короля). Російські війська також мали інструкції не воювати з австрійцями та вирішувати справи перемовинами воєначальників.
13 (25) грудня 1812 корпус Шварценберга відійшов у Польщі до Пултуска, за ним послідував російський авангард генерала Васильчикова. Супротивники зберігали нейтралітет.
1 (13) січня 1813 Головна російська армія фельдмаршала Кутузова трьома колонами перетнула Німан (кордон Російської імперії) в районі Меречі у напрямку на польське місто Плоцьк (на північ від Варшави), відтісняючи саксоно-польсько-австрійські війська за Віслу. Так розпочався Закордонний похід російської армії, що завершився у квітні 1814 року поваленням Наполеона.
27 січня (8 лютого) 1813 росіяни мирно зайняли Варшаву, яку обороняло 42-тисячне угрупування під проводом Шварценберга. Австрійські війська пішли на південь до Кракова, припинивши таким чином участь у бойових діях на боці Наполеона. З ними пішло до 15 тис. поляків з корпусу Понятовського. Саксонський корпус Реньє відступив на захід до Каліша. Герцогство Варшавське було вибито з числа союзних Наполеону держав, хоча поляки генерала Понятовського зберігали вірність французам в надії на відновлення незалежності польської держави.
Першу лінію французької оборони по Віслі доволі легко зламала російська армія за прихильного нейтралітету прусських військ та фактичної відмови Австрійської імперії від військового союзу з Францією.

### Дії Наполеона
Наполеон повернувся з Російського походу до Парижа 18 грудня 1812 й одразу ж енергійно взявся за організацію нової армії замість знищеної у Росії. Достроково призвано 140 тис. юнаків, які підлягали призову 1813, ще 100 тис. переведено до регулярної армії з Національної гвардії. Призвано громадян старшого віку, для допоміжної служби призвано юнаків 1814 року призову. Декілька полків відкликали з Іспанії. Низку категорій позбавили відтермінувань, матросів перевели до піхоти. Чималу частину військ вдалось зібрати по гарнізонах.
Поки Наполеон формував армію, його пасинок Євгеній Богарне стримував по лінії Ельби подальше просування союзних російсько-прусських військ, спираючись на низку фортець та 60-тисячну армію.
15 квітня 1813 Наполеон виїхав з Парижа до знову сформованої армії (бл. 130 тис.) до Майнца на кордоні Франції. Наприкінці квітня він рушив у Саксонію до Лейпцига, звідки, з'єднавшись з військами Богарне, він мав намір відкинути російські війська та підкорити Пруссію, що повстала. Всього у розпорядженні Наполеона у Німеччині було до 180 тис. солдат проти 69 тис. росіян та 54 тис. прусських солдат, якщо не враховувати французькі гарнізони фортець на Одері та Віслі, а також сили, що тримали їх в осаді.

## Кампанія 1813 року. Війна у Німеччині

### Звільнення Пруссії. Січень—квітень 1813
Хоча прусський король Фрідріх Вільгельм III формально зберігав вірність союзові з Наполеоном, вступ російських військ до Східної Пруссії створив передумови для розвороту прусської політики. Російські війська тримались дружньо на прусській території, не втручаючись до внутрішніх справ Пруссії. 25 січня 1813 прусський король перебрався з окупованого французами Берліна до нейтральної Силезії (прусські володіння на кордоні з Австрією). 9 лютого Пруссія ввела загальний військовий обов'язок, що дало можливість поряд з іншими заходами створити до початку березня 120-тисячну армію. Прусські регулярні частини стали діяти узгоджено разом з російськими проти французів, не завжди отримуючи на це санкцію прусського короля. Спроба французів організувати другу лінію оборони по Одеру не увінчалась успіхом через російсько-прусський союз.
Армія Кутузова після захоплення Варшави рушила на захід Польщі до Каліша.
13 лютого передовий російський загін (16 тис.) під командуванням Вінцингероде перехопив під Калішем 10-тисячний саксонський корпус Реньє, що відступав, саксонці втратили в бою 3 тис. солдат. 24 лютого штаб Кутузова перебрався до Калішу. Звідти російські загони почали здійснювати вилазки до Німеччини.
28 лютого в Каліші укладено союзну російсько-прусську угоду, а 27 березня 1813 прусський король оголосив війну Франції. До того часу вся територія Пруссії (виключаючи декілька блокованих фортець на Віслі та Одері) аж до Ельби була звільнена від французьких військ. За Ельбою та на південь від неї починались землі німецьких князівств Рейнського союзу, що зберігали вірність Наполеону.
Головна російська армія (43 тис.), розташувавшись на західному кордоні Варшавського герцогства, зупинила на місяць своє просування. За думкою головнокомандувача Кутузова російським військам не слід було брати участь у війні за визволення Німеччини, оскільки битви з французами у Європі відповідали інтересам не стільки Росії, скільки інтересам самих німецьких держав та Англії. Однак Кутузов не міг відкрито чинити опір планам імператора Олександра I, тому об'єднана російсько-прусська армія (бл. 70 тис.) у декілька ешелонів рушила з польського Каліша до Саксонії, захопивши 27 березня Дрезден, столицю формально нейтрального королівства.
3 квітня авангард союзників увійшов до Лейпцига.
Через Саксонію проходив найкоротший шлях з Пруссії до Парижа. Із захопленням цієї держави Рейнський союз (вассальне утворення Наполеона з німецьких держав) очікував розпад, й саме там розгорнулись основні битви Наполеона у 1813 році з арміями шостої коаліції.
Більш енергійно, ніж Головна російська армія, діяв північніше окремий корпус Вітгенштейна. Передовий загін з його корпусу під проводом генерал-ад'ютанта Чернишова увійшов 4 березня до Берліна, залишеного напередодні французьким гарнізоном. 11 березня до звільненої столиці Пруссії з тріумфом увійшли основні сили Вітгенштейна. 17 березня до військ останнього (20 тис.) у Берліні приєднався прусський корпус Йорка (30 тис.), щоб спільно діяти в рамках російсько-прусського союзу.
Потім Вітгенштейн разом з прусськими частинами рушив до Магдебурга на Ельбі (опорна фортеця французів на західному кордоні Пруссії), де союзники відбили спробу французів здійснити вилазку на Берлін. Впевнившись у відсутності загрози для Берліна з цього напрямку, Вітгенштейн у 20-х числах квітня рушив на південь до Лейпцига для з'єднання з армією Кутузова.
Загін генерал-лейтенанта Левіза (12 тис.) Вітгенштейн залишив блокувати прусський Данциг у гирлі Вісли (Данциг капітулював 24 грудня 1813). Корпус Чичагова, що незабаром перейшов під керівництво Барклая-де-Толлі, тримав у осаді фортецю Торн на середній Віслі. Торн капітулював 16 квітня, що вивільнило російський корпус (12 тис.) до початку боїв з армією Наполеона у Саксонії.

### Битви у Саксонії. Травень 1813

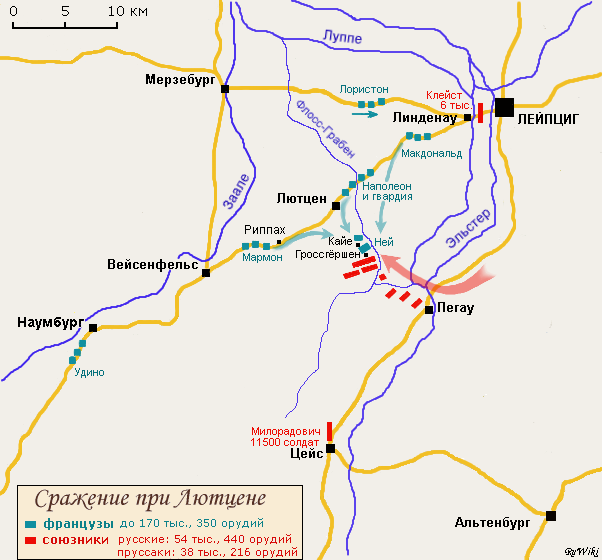
Мапа битви при Лютцені у 1813 році

28 квітня 1813 після тривалої хвороби помер головнокомандувач російсько-прусською об'єднаною армією фельдмаршал М. І. Кутузов. На його місце було призначено генерала-від-кавалерії П. Х. Вітгенштейна, який завоював довіру Олександра I своїми перемогами у битвах Вітчизняної війни. До того часу диспозиція сторін була така:
- Союзні війська (54 тис. росіян, 38 тис. пруссаків, 656 гармат) розташовувались на заході Саксонії між Альтенбургом та Лейпцигом. Передові загони було висунуто до річки Заале.
- Наполеон із знову створеною 120-тисячною армією рухався з Франції дорогою приблизно вздовж річки Заале за напрямком до Лейпцигу, поблизу якого на нього очікував з військами (45 тис.) його пасинок Євгеній Богарне. На нижній Ельбі стояв корпус (10тис.) маршала Даву, а в самій Саксонії формувався генералом Реньє саксонський корпус (до 5 тис. солдат). Артилерія Наполеона (350 гармат) значно поступалась російсько-прусській, також французи не володіли значною кавалерією.

З причини відсутності достатньої кавалерії Наполеон мав нечіткі відомості про дислокацію супротивника, не підозрюючи про зосередження союзних сил на південь від Лейпцига. Його армія розтягнулась на 60 км від Єни до Лейпцига, чим вирішив скористатись новий головнокомандувач союзників російський генерал Вітгенштейн. За його планом війська союзників мали завдати флангового удару по французьких корпусах у той час, поки їх було розкидано на марші. 2 травня 1813 відбулась битва при Лютцені. Наполеон зумів відбити неочікуваний наступ союзників і, швидко стягнувши сили, перейшов до контрнаступу. У битві союзники втратили до 10 тисяч солдат, але французькі втрати виявились приблизно вдвічі більшими. Знічені невдалим розвитком подій союзники вирішили відступити.
8 травня росіяни залишили Дрезден й переправились за Ельбу. Саксонія знову потрапила під владу Наполеона.
12 травня союзники зайняли оборонну позицію на східній околиці Саксонії при Бауцені (40 км на схід від Дрездена), вдало укріплену самою природою. 20—21 травня там відбулась чергова битва, відома як битва при Бауцені. У розпорядженні Наполеона було 143 тис. солдат проти 93 тис. росіян та пруссаків. За два дні боїв росіяни втратили 6400 солдат, пруссаки — 5600, французькі втрати виявились у півтора рази більш тяжкими (18—20 тис.). Вичавлені з позицій союзники вирішили продовжити відступати на схід.
Якщо для російської армії відхід був вигідним тактичним маневром, то для пруссаків наслідки були важчими, оскільки бойові дії переносились на територію Пруссії. Після другої поспіль невдалої генеральної битви цар Олександр I замінив 25 травня головнокомандувача Вітгенштейна на більш досвідченого та старшого за вислугою років генерала-від-інфантерії Барклая-де-Толлі. Війська союзників, відступаючи до Силезії, дали низку вдалих ар'єргардних боїв, однак Барклай рішуче не бажав давати наступної генеральної битви, сподіваючись на знесилення французької армії.
В ході переслідування армія Наполеона цілковито розчарувалась, французи втомились від безперервних та безрезультатних битв, втрати від дезертирства та хвороб значно перевищували бойові втрати. Постачання французьких військ було незадовільним, харчування залежало від пограбувань місцевого населення.
Ще 18 травня, до битви при Бауцені, Наполеон прохав прийняти до російсько-прусської квартири маркіза Луї Коленкура для перемовин з Олександром I, але не отримав відповіді. 25 травня перемовини відновились за ініціативою французької сторони. 4 червня 1813 року Наполеон уклав у Пойшвіці перемир'я із союзниками до 20 липня (продовжено до 10 серпня 1813), після чого повернувся до Дрездена. Обидві сторони сподівались використати перепочинок для мобілізації сил.

### Перемир'я. Червень—серпень 1813
Пізніше історики і сам Наполеон назвуть перемир'я однією з найбільших помилок у його житті. В результаті перемир'я шоста коаліція значно розширилась й посилилась, перевага у силах перейшла на бік супротивників Наполеона.
В середині червня Англія зобов'язалась підтримати Росію і Пруссію значними субсидіями на продовження війни.
22 червня Швеція вступила до анти французької коаліції, виторгувавши собі Норвегію (данське володіння).
Наприкінці червня союзники і Наполеон прийняли пропозицію Австрії про посередництво, але якщо союзники також прийняли австрійські умови мирної угоди, то Наполеон не бажав жертвувати навіть частиною своїх захоплених володінь. На початку липня у містечку Трахенберг (на північ від Бреславля) відбулась нарада союзних монархів (Росії, Пруссії, Швеції) із складання загального плану воєнних дій проти Наполеона. Австрійський імператор схвалив Трахенберзький план як спостерігач. Одночасно велись повільні перемовини з французькими уповноваженими у Празі.
На початку серпня Наполеон здійснив останню спробу уточнити умови, на яких Австрія погодиться на мир. В останній день перемир'я, 10 серпня, він відправив депешу, у якій погодився прийняти частину австрійських умов, але час було втрачено. 12 серпня Австрія офіційно вступила до війни на боці коаліції.
14 серпня Наполеон прийняв всі умови віденського кабінету, однак вимушена уступка вже не могла змінити рішення Австрії. Російсько-прусська армія вирушила з Силезії до Богемії, щоб приєднатись до нових союзників.

### Сили супротивників у серпні 1813
Сили союзних армій та Наполеона було підраховано російським військовим істориком М. І. Богдановичем.
- Росія: За час перемир'я російська армія у Європі значно посилилась за рахунок резервів, відправлених з Росії. Якщо на початку червня вона нараховувала близько 90 тис. солдат, то по закінченню перемир'я її сили в Силезії становили близько 175 тис. солдат (з них 107 тис. піхоти, 28 тис. кавалерії, 26 тис. козаків) при 648 гарматах. Крім того під Данцігом знаходилось 30 тис. російських солдат з 59 гарматами. У Польщі формувався генералом Беннігсеном найближчий резерв, так звана Польська армія, силою до 70 тис. при 200 гарматах.
- Пруссія: Половину прусської армії складав ландвер, вид ополчення. Всього Пруссія виставила 235 тис. (включаючи гарнізони й допоміжні війська), з них чинна армія налічувала 170 тис. солдат (з них 135 тис. піхоти, 26 тис. кавалерії) при 376 гарматах.
- Австрія: Під час відкриття кампанії Австрія виставила проти Наполеона армію у 110 тис. (з них 90 тис. піхоти, 15 тис. кавалерії) при 270 гарматах, яка швидко поповнювалась і збільшувалась в ході бойових дій.
- Союзники: Також до складу союзних сил входили 28 тис. шведів, 13 тис. німців, 500 англійців. Разом списочний склад союзних військ у чинних арміях сягав 500 тис. чоловік з 1383 гарматами. До 300 тис. військ перебували на допоміжних театрах: тримали в облозі фортеці (Данціг та ін.), у гарнізонах, формувались (Польська армія), прикривали кордони (Австрія відправила війська до Італії).
- Франція: Французька армія поспіхом формувалась Наполеоном з призовників на маршах. За відомостями від 6 серпня вона нараховувала близько 420 тис. солдат: з них 312 тис. піхоти й 70 тис. кавалерії. З урахуванням окремих загонів у розпорядженні Наполеона у центральній Європі була армія у 440 тис. солдат при 1180 гарматах. Крім того у фортецях по Ельбі стояло гарнізонами 24 тис. французів, з них половина у Гамбурзі (пізніше гарнізон Гамбургу було посилено данським контингентом). Гарнізони фортець, що були в облозі, по Віслі та Одеру у розрахунок не приймались.

### Операційні плани сторін
30 червня (12 липня) 1813 року союзники прийняли Трахенберзький план кампанії, якому потім цілковито слідували. За цим планом союзні сили розподілялись на 3 армії: Північну армію під командуванням спадкового шведського принца Бернадота (дислоковано у Пруссії між нижньою Ельбою та Берліном), Силезьку та найпівденнішу Богемську армії. Силезька армія мала за обставинами приєднатись або до Північної, або до Богемської армії. У разі виступу Наполеона проти однієї з союзних армій, інша повинна була атакувати його операційну лінію. Всі 3 армії охоплювали розташування Наполеона в Саксонії з півночі, сходу та південного сходу. У кінцевому маневрі союзні армії мали оточити головні сили французів: «Всім союзним арміям діяти наступально; ворожий табір буде їхнім опорним пунктом.»
Найсильніша Богемська армія під проводом австрійського фельдмаршала Шварценберга включала до свого складу: 110 тис. австрійців, 82 тис. росіян, 42 тис. пруссаків, 672 гармати. Північна армія Бернадота налічувала 156 тис. (з них 30 тис. росіян й 79 тис. пруссаків, решта — німці та шведи) при 369 гарматах. Силезька армія під командуванням прусського генерала Блюхера складалась із 61 тис. росіян й 38 тис. пруссаків при 340 гарматах.
Оборона Наполеона спиралась на низку фортець по середній Ельбі, головним чином у Саксонії: Магдебург, Віттенберг, Торгау, Дрезден, Пірна. Сам він так коротко дав характеристику диспозиції:

«Дрезден є мій основний пункт для протидії нападам. Супротивника розтягнуто від Берліна до Праги дугою, центр якої займають мої війська… Зайняте мною розташування являє такі вигоди, що супротивник, здобувши перемогу у десяти битвах, навряд чи зможе відтіснити мене до Рейну, між тим як єдина виграна битва приведе нас до ворожої столиці, звільнить наші гарнізони фортець на Одері й Віслі та змусить союзників до укладення миру.»

За даними історика О. І. Михайловського-Данилевського французькі сили розподілялись так: 
 у Саксонії під особистим командуванням Наполеона 122 тис. солдат (гвардія, 1-й, 2-й, 8-й, 14-й піх. та 4-й кав. корпуси); 
 у Силезії угрупування під командуванням маршала Макдональда у 105 тис. солдат (3-й, 5-й, 6-й, 11-й піх. та 1-й кав. корпуси); 
 в Пруссії на берлінському напрямку угрупування маршала Удіно в 71 тис. солдат (4-й, 7-й, 12-й піх. й 2-й кав. корпуси). 
 До розрахунку не приймались ізольована французько-данське угрупування маршала Даву в Гамбурзі (13-й піх. корпус й данці), тиловий 9-й піх. корпус маршала [П'єр-Франсуа-Шарль Ожеро|Ожеро]] у Баварії та гарнізони фортець. 10-й піх. корпус під командуванням Раппа перебував в облозі у Данцигу на Віслі.

### Визволення Німеччини. Серпень—грудень 1813

#### Битва під Дрезденом. Серпень—вересень.
Бойові дії поновились відправкою Наполеоном свого маршала Удіно з 70-тисячною армією на Берлін. Підтримку Удіно мали надати французькі гарнізони з Магдебурга й Гамбурга. Одночасно найрішучіший з союзних полководців Блюхер виступив з Силезії. Наполеон, припускаючи бачити перд собою головні сили союзників, вирушив на Блюхера, який 21 серпня одразу ж відійшов відповідно до Трахенберзького плану.
19 серпня Богемська армія союзників несподівано для Наполеона рушила до Дрездена через Рудні гори, загрожуючи зайти в тил головній французькій армії. Наполеон, довідавшись про небезпеку для Дрездена, прикритого лише корпусом маршала Сен-Сіра, прискореними маршами поспішив із Силезії назад до найважливішого опорного пункту. Проти Блюхера було залишено маршала Макдональда з 80-тисячною армією.
23 серпня прусські корпуси з Північної армії союзників відкинули під Гросбереном (за 15 км південніше Берліна) маршала Удіно, розгромивши саксонський корпус. Перемога над французами, одержана пруссаками практично самостійно, викликала патріотичний підйом в Пруссії. Удіно відступив до Ельби під захист фортеці міста Віттенберг й незабаром був замінений Наполеоном на маршала Нея, перед яким стояла та сама задача — оволодіти Берліном.
25 серпня Богемська армія підійшла до Дрездена, але командувач Шварценберг не ризикнув взяти місто з ходу, вирішив зачекати на війська, що відстали. Наступного дня, 26 серпня, він розпочав штурм, однак і Наполеон встиг повернутись цього дня з гвардією. 27 серпня відбулась генеральна битва, у якій союзники зазнали поразки та відступили назад до Богемії. Основних втрат зазнали австрійські війська. Наполеон намагався закрити гірський прохід, через який линули війська союзників, направивши в обхід сильний корпус Вандама. Однак Вандам сам опинився в оточенні завдяки стійкості російської армії у битві під Кульмом, 30 серпня його корпус було цілком розгромлено.
26 серпня, у день початку Дрезденської битви, Блюхер перейшов у контрнаступ в Силезії на річці Кацбах, де у зустрічному бою переважними силами кавалерії розбив армію маршала Макдональда. Розбитий маршал відступив до Саксонії до основних сил.
Наполеон після перемоги над Богемською армією союзників був змушений на початку вересня знову виступити проти Силезької армії Блюхера. Останній відійшов за річку Бобер, зруйнувавши мости. Тим часом Богемська армія провела демонстрацію в бік Дрездена, зайнявши Пірну. Наполеон поспішив повернутись назад до Дрездена. Дезорганізований війною на два фронти Наполеон пішов в оборону, його війська були виснажені безперервними, безплідними для французів маршами.
Вересень 1813 року пройшов без крупних боїв, за винятком чергового невдалого походу французької армії під керівництвом маршала Нея на Берлін. 6 вересня прусські корпуси Північної армії розбили Нея, відкинувши його війська до Ельби. Перемоги союзників не дозволили Наполеону розвити успіх Дрезденської битви й зберегли готову до розпаду коаліцію з Австрією. У бойових діях на 3 тижні настав перепочинок, супротивники збирались із силами та здійснювали вилазки один проти одного обмеженими силами.
Стратегічне становище Наполеона погіршилось. У низці поразок та ще в більшій мірі від виснажливих маршів та поганого постачання він втратив значно більше солдат ніж союзники. За оцінкою німецького історика Ф.Мерінга за серпень і вересень Наполеон втратив 180 тис. солдат, головним чином від хвороб і дезертирства. Баварія, васал Наполеона й найбільша держава Рейнського союзу, вступила до сепаратних переговорів з Австрією.

#### Битва під Лейпцигом. Жовтень—грудень.
У перших числах жовтня союзники, посилені свіжими підкріпленнями, перейшли в наступ на Наполеона, що засів на міцній позиції навколо Дрездена. Витіснити його звідти мали широким обхідним маневром одразу з двох боків. Силезька армія Блюхера обійшла Дрезден з півночі й перетнула Ельбу північніше Лейпцига. До неї приєдналась і Північна армія Бернадота, що вкрай повільно просував ввірену йому армію. Богемська армія Шварценберга вийшла з Богемії, обійшла Дрезден з півдня й також рушила в бік Лейпцига, в тил Наполеону. Театр воєнних дій перемістився на лівий берег Ельби.
Наполеон, залишивши у Дрездені сильний гарнізон та виставивши заслін проти Богемської армії, кинувся під Лейпциг, де розраховував спочатку розбити Блюхера і Бернадота. Ті ухилились від битви, і Наполеону довелось мати справу з усіма союзними арміями одночасно. 16—19 жовтня 1813 відбулась одна з наймасштабніших битв XIX століття, відома як Битва народів або битва під Лейпцигом. З причини розкиданості армій, широкого фронту битви і тривалості за часом оцінка сил супротивників сильно відрізняється, але в середньому історики збігаються, що Наполеон мав під Лейпцигом 180—200 тис. солдат. Союзні сили до кінця битви у півтора рази перевищували чисельність французьких військ.
Втрати союзників за дні битви склали до 54 тис. вбитими та пораненими, з них 22600 росіян, 16 тис. пруссаків, 15 тис. австрійців і лише 180 шведів. Проте Наполеон зазнав рішучого розгрому, втративши безпосередньо під Лейпцигом до 80 тис. солдат. Він відступав найкоротшим шляхом на Франкфурт у Францію, коли об'єднані австрійсько-баварські війська під командуванням баварського генерала Вреде (43 тис. солдат) направились на перехоплення лінії відступу Наполеона й перерізали шлях поблизу німецького міста Ханау. 31 жовтня Наполеон з боєм прорвався, 2 листопада перейшов Рейн, повернувшись до Франції з 40 тис. солдат під зброєю — рештками 400-тисячної армії.
Союзники зупинились на кордоні Франці по Рейну, наводили лад у військах. Окрім Гамбурга, де відчайдушно захищався маршал Даву, і Магдебурга всі решта французьких гарнізонів у Німеччині здались у листопаді—грудні 1813 або січні 1814 року. У листопаді 1813 оголосила про здачу угрупування маршала Сен-Сіра в Дрездені (35 тис. солдат), наприкінці грудня капітулював Данциг. Капітуляція фортець позбавила Наполеона понад 150 тисяч солдат, необхідних йому для захисту самої Франції. За підрахунками воєнного історика О. І. Михайловського-Данилевського впродовж одного місяця й 5 днів наприкінці 1813 союзники захопили 41 тис. полонених і 2247 гармат (половина артилерії з Данцигу) в результаті капітуляцій, багато солдат у фортецях в облозі померли від епідемій або дезертирували.
Кампанія 1813 року завершилась для Наполеона втратою Європи, але Франція все ще лишалась відданою йому.

### Розпад Рейнського союзу восени 1813
- Король Саксонії Фрідріх-Август після вагань навесні 1813 потім до останнього лишався відданим Наполеону, допоки його війська під Лейпцигом не перейшли на бік союзників, формально зрадивши королю. Фрідріх-Август став бранцем союзників. Саксонія стала державою для повоєнного розподілу між переможцями: її північна частина у 1815 році відійшла до Пруссії.
- 26 жовтня 1813 козаки вигнали з Касселя Жерома Бонапарта, короля Вестфальського королівства. Пізніше там були відновлені попередні династії, повалені Наполеоном. Вестфальське королівство як держава зникла після зміни європейських кордонів 1815 року.
- Король Баварії Максиміліан Баварський, оцінивши загальний хід війни, 10 вересня 1813 відмовився від союзу з Наполеоном, письмово повідомивши останнього про цей крок. 8 жовтня, ще до розгрому Наполеона під Лейпцигом, Баварія вступила до воєнного союзу з Австрією, зобов'язавшись приєднати до військ коаліції свою 36-тисячну армію й повернути Австрії частину території. 30 жовтня 1813 баварські війська невдало намагались перерізати Наполеону шлях відступу під Ханау.
- Король Вюртембергу Фрідріх I наслідував приклад баварського короля, уклавши 2 листопада 1813 з Австрією угоду на умовах збереження свого суверенітету. До того часу союзні війська наблизились до кордонів його володінь, що межують з Францією по Рейну. Вюртемберг виставив до союзних сил 12-тисячний загін, який потім брав участь в активних бойових діях на території Франції.
- Упродовж листопада решта дрібних німецьких князів (великі герцоги Гессен-Дармштадтський, Баденський та ін.) долучились до коаліції.

## Кампанія 1814 року. Війна у Франції

### Перші битви у Франції. Січень1814
Більша частина російсько-пруссько-австрійських військ стояла на кордонах Франції по Рейну впродовж листопада і грудня 1813 року. За словами очевидця й історика О. І. Михайловського-Данилевського цар Олександр I виступав за вторгнення до Франції без зволікання, однак союзники прийняли обережніший план дій: «Він не хотів навіть довго зупинятись на Рейні, а йти прямо до Парижа взимку, але союзники наші немов злякались при виді кордонів Франції, ймовірно, від невдалих замахів у попередніх війнах.»
Північна армія під началом шведського кронпринца Бернадота була роздріблена. Сам Бернадот зі своїми шведами пішов до Данії, інші корпуси вирушили чистити Голландію від французьких гарнізонів й пізніше приєднались до армій Блюхера та Шварценберга.
1 (14) січня 1814 року російська гвардія на чолі з царем увійшла до Франції з боку Швейцарії, в районі Базеля, інші корпуси союзників перетнули Рейн раніше, у 20-х числах грудня 1813. До 26 січня союзні корпуси в обхід фортець зібрались у провінції Шампань між правими притоками Сени Марною та Обом, приблизно за 200 км на схід від Парижа. Проти понад 200-тисячної армії союзників Наполеон мав під рукою до 70 тисяч солдат, які, прикриваючи різні напрямки, намагались затримати просування сил союзників, наскільки могли це робити. З причини необхідності зупинятись на зимових квартирах, захищати комунікації й блокувати французькі фортеці союзники були змушені розпорошувати сили, тож їх перевага безпосередньо на полі бою не була настільки відчутною, що дало можливість Наполеону зосереджувати свої відносно невеликі сили проти окремих частин союзних армій та з успіхом воювати з ними.
25 січня Наполеон, попрощавшись з 3-річним сином і дружиною, виїхав до військ у Вітрі. Більше він ніколи не побачить свою сім'ю.
Зимове вторгнення захопило зненацька французького імператора. Поспіхом призвані 170 тисяч новобранців ще тільки навчались та не були належним чином озброєні. Наполеона рятували суперечності у стані союзників: Австрія не була зацікавлена у подальших битвах й через Шварценберга стримувала просування союзних військ. Але прусський фельдмаршал Блюхер за погодженням з Олександром I прагнув іти на Париж, й основні битви кампанії 1814 року розгорнулись між російсько-прусськими корпусами Блюхера та Наполеоном, у той час як Шварценберг з найсильнішою армією (колишня Богемська, тепер Головна армія) обмежився допоміжною роллю.
Наполеон вирішив атакувати Силезьку армію Блюхера, що висунулась вперед, найслабшу, але найнебезпечнішу з союзних. Він зосередив до 40 тис. солдат, а потім спробував несподіваним маневром зайти в тил Блюхеру, який мав під Брієнном (фр. Brienne-le-Château) менше 30 тис. солдат з російських корпусів. 29 січня відбулась битва під Брієнном, у якій успіх частково був на боці французів. Супротивники втратили по 3 тис. чоловік, Блюхер упорядковано відступив на декілька кілометрів на вигіднішу позицію на висотах Транна, де з'єднався з військами Шварценберга.
Співвідношення сил схилилось на бік шостої коаліції. Блюхер зібрав під своє командування до 110 тис. солдат і перейшов у контрнаступ. 1 лютого в районі селища Ла-Рот'єр французів було атаковано з лівого флангу силами, що переважали, витіснено з центральної позиції і вони були змушені відступити за Сену до Труа. Втрати сторін виявились рівними, приблизно по 6 тис. чоловік.

### Наступ Наполеона. Лютий 1814
2 лютого відбулась військова рада, на якій союзники, розвиваючи первинний успіх, вирішили рухатись на Париж окремо. Головна армія під командуванням Шварценберга мала наступати вздовж улоговини Сени, маючи перед собою головні сили Наполеона. Силезька армія Блюхера рушила на Париж північніше через долину річки Марни (впадає до Сени поблизу Парижа), маючи перед собою малочисельні корпуси французьких маршалів Макдональда та Мармона.

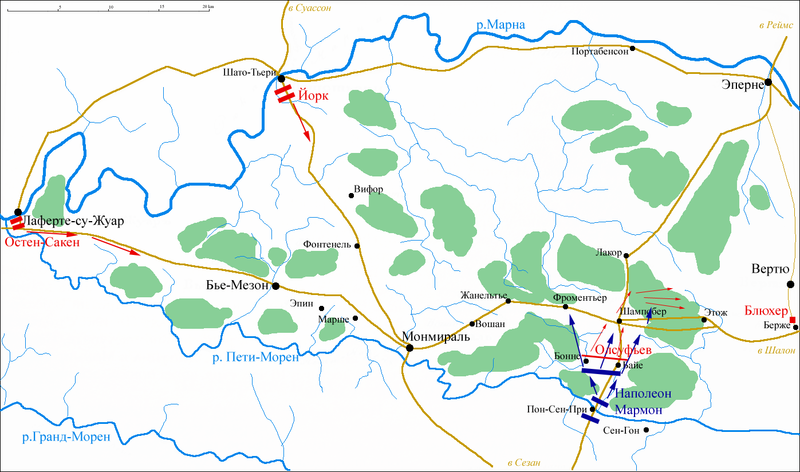
«Шестиденна війна» Наполеона. День перший, 10 лютого 1814

З причини повільності Шварценберга розбита французька армія спокійно відновлювала сили до 6 лютого, потім після стрімкого маршу 10 лютого завдала несподіваного удару у фланг армії Блюхера, розгромивши при Шампобері російський корпус Олсуф'єва. Так розпочалась серія перемог Наполеона над Сілезькою армією Блюхера, що отримала серед істориків назву Шестиденної війни. В ході наступу армія Блюхера підійшла ближче 100 км до Парижа, але виявилась розкиданою частинами на великій відстані, причому через відсутність кавалерії Блюхер не мав відомостей про переміщення супротивника. Між Головною армією Шварценберга, що товклась на місці поблизу Труа, і Блюхером утворився розрив, що не дозволяв Блюхеру вчасно отримати підкріплення від Шварценберга.
Наполеон послідовно атакував всією армією корпуси Блюхера окремо. В результаті 4 битв (Шампобер, Монміраль, Шато-Т'єррі, Вошан) з 10 по 14 лютого Блюхер втратив третину армії (16 тис. солдат, з них 9 тис. росіян). Від цілковитого знищення Блюхера врятував наступ Головної армії, який став загрожувати Парижу.
17 лютого союзники запропонували Наполеону мир на умовах збереження французьких кордонів на початок Французької революції, від чого той відмовився.
Шварценберг також у повільному наступі розкидав корпуси на великій відстані, що дозволило Наполеону, який швидко перекинув армію на загрозливий напрямок, завдати низки поразок окремим частинам Головної армії. 17 лютого було розбито російський авангард Палена, а потім баварська дивізія. 18 лютого в битві при Монтро Вюртемберзький корпус з двома австрійськими дивізіями опинився притиснутим до Сени французькою армією, що була вдвічі сильнішою, однак союзники зуміли з великими втратами (до 6 тис.) переправитись на інший берег.
Шварценберг відійшов до Труа, де з'єднався із Силезькою армією Блюхера, а потім до вихідної позиції наступу.
Перший наступ союзників на Париж провалився.
Наполеон не зважився атакувати об'єднані сили союзників, які більш ніж вдвічі переважали всі війська, що були у його розпорядженні. Однак і Шварценберг продовжив відступати. Невдоволений цим Блюхер звернувся до російського царя та прусського короля, отримавши від них дозвіл діяти самостійно.
Союзні армії обмінялись функціями: до того допоміжна армія Блюхера мала вести активні наступальні дії, а Головна армія Шварценберга — відволікати та розпорошувати французькі сили. На підсилення Блюхера було направлено з Голландії російський корпус Вінцингероде та прусський Бюлова з Північної армії Бернадота.
24 лютого Блюхер рушив на північний захід, в бік Парижа й назустріч підкріпленням. Наполеон, довідавшись про відділення Блюхера, вирішив організувати його переслідування як найнебезпечнішого й найактивнішого супротивника. Упевнившись в пасивності Шварценберга, Наполеон залишив проти нього поблизу Бар-сюр-Об та Бар-сюр-Сен нечисленні війська маршалів Удіно, Макдональда та генерала Жерара, разом 30 тис. солдат, а сам 27 лютого з приблизно 40 тис. приховано рушив з Труа в тил до Блюхера.
Союзні монархи, побоюючись за долю армії Блюхера, змусили Шварценберга перейти хоча б до часткового наступу. Російський корпус під командуванням Вітгенштейна за підтримки австрійсько-баварського корпусу Вреде (разом 35 тис.) відкинули 27 лютого війська маршала Удіно (18 тис.) за річку Об (права притока Сени) в районі містечка Бар-сюр-Об. 5 березня союзники у черговий раз зайняли Труа, але тут Шварценберг зупинив своє просування, слідуючи інструкції австрійського кабінету не віддалятись далеко за Сену. Основні битви розгортались у північно-західному напрямку, за річкою Марною, між Наполеоном й армією Блюхера.

### Загальна ситуація наприкінці лютого 1814
Загальна обстановка наприкінці лютого 1814 року складалась для Наполеона тяжко, але не безнадійно. Він поставив собі задачу укласти мир із союзниками на умовах збереження кордонів Франції, що існували на початок епохи наполеонівських війн, тобто по Рейну й Альпам.
Загальне розташування супротивників на 26 лютого 1814 року було наступним.
- Наполеон між річками Сеною та Обом мав у розпорядженні близько 74 тис. солдат при 350 гарматах. З такими силами він успішно стримував союзні армії Блюхера і Шварценберга, чисельність яких за оцінками перевищувала 150 тисяч солдат. Блюхер (близько 45 тис. солдат) відділився від Головної армії Шварценберга й рушив у бік Парижа. На його шляху був лише слабкий заслін у вигляді французьких корпусів Мармона та Морт'є (до 16 тис. солдат).
- На південному фланзі у Швейцарії наполеонівський маршал Ожеро із 28 тис. солдат відкинув австрійський корпус Бубни й готувався взяти Женеву, після чого його завданням було перерізати комунікаційну лінію Шварценберга.
- В Італії французький генерал Богарне із 48 тис. солдат успішно протистояв 75-тисячній австрійській армії фельдмаршала Бельгарда, а також стримував колишнього наполеонівського маршала, а тепер неаполітанського короля Мюрата з його неаполітанцями від активних дій проти французів.
- В Іспанії наполеонівський маршал Сюше мав до 40 тис. солдат. Відповідно до угоди він не вів бойових дій, очікуючи на можливість відвести війська до Франції. Піренеї закривав загін маршала Сульта, не даючи змоги англійсько-іспанській армії герцога Веллінгтона вторгнутись до Франції з півдня.
- На півночі в районі Рейну і Голландії французи продовжували чинити опір у численних фортецях.

### Успіхи союзників. Березень 1814
27 лютого Блюхер підійшов до Лаферте-су-Жуар (75 км на схід від Парижа) на Марні, де відкинув слабкі заслони маршалів Мармона й Морт'є. Довідавшись про рух Наполеона, Блюхер почав відступати вздовж річки Урк на північ до Суассона на Ені назустріч підкріпленням (корпусам Вінцингероде та Бюлова). Погрожуючи штурмом, союзники умовили французький гарнізон залишити 3 березня фортецю Суассон зі зброєю, після чого 4 березня Блюхер перейшов на правий берег Ени, де його армія, об'єднана з корпусами Вінцингероде й Бюлова, вдвічі збільшилась і стала налічувати до 109 тис. солдат.
Як вважають історики, посилаючись на мемуари маршала Мармона, Наполеон був змушений малими силами (40—50 тис.) атакувати Блюхера, щоб прорватись на північ до Рейну та в Голландію, де розраховував деблокувати французькі гарнізони. Вони могли дати йому до 50 тисяч солдат, що дало б надію французькому імператору розтрощити союзні сили у Франції.
Наполеон не знав про з'єднання союзників і мав намір перерізати центральну дорогу Суассон—Лан. 7 березня Наполеон атакував позиції Блюхера на Краонських височинах, на яких тримали оборону дві російські дивізії Воронцова й Строганова (16 тис. солдат) з корпусу Вінцингероде. Задум Блюхера полягав у тому, щоб дати застрягнути Наполеону у бою, а потім обхідним маневром завдати удару йому в тил. Однак сильний кавалерійський корпус не зміг здійснити цей маневр, і росіяни відступили з плато. Битва при Краоні розглядається як одна з найкривавіших за всю кампанію, якщо оцінювати питому кількість вбитих та поранених (відсоток від кількості учасників битви). Російські дивізії втратили майже третину особового складу.
Блюхер стягнув усі сили, що були в наявності (104 тис., з них 22 тис. кавалерії, 260 гармат) до Лану, міцно укріпленого містечка — стародавньої столиці Франції. Наполеон також стягнув свої сили в кулак, довівши чисельність армії до 52 тис. солдат (включаючи 10 тис. кавалерії) при 180 гарматах. 9 березня при Лані війська союзників, головним чином прусські дивізії, відбили наступ Наполеона й потім в ніч на 10 березня цілком розгромили один з його корпусів під командуванням маршала Мармона. Менше з тим, Наполеон продовжив атаки 10 березня на вдвічі сильнішу армію Блюхера, після чого до кінця дня безперешкодно відступив за річку Ену.
Після того, як Наполеон відступив, стратегічна ініціатива могла б перейти до армії Блюхера, однак його війська лишались нерухомими впродовж тижня з причини хвороби прусського фельдмаршала й труднощів у постачанні. Наполеон рушив на схід і 13 березня несподіваною атакою розбив у Реймсі 14-тисячний російсько-прусський корпус графа Сен-Прі.
Зайнявши Реймс, Наполеон перерізав комунікаційну лінію між Силезькою армією Блюхера і Головною армією Шварценберга. Несподіваний успіх Наполеона вчинив моральний вплив на союзників, які приголомшено призупинили свої операції, віддавши ініціативу в бойових діях французькому імператору.
У цей час Головна армія союзників під проводом Шварценберга повільно просувалась до Парижа. Наполеону, послабленому великими втратами в боях з Блюхером, нічого не лишалось, як знову кинутись на Головну армію. Наполеон розраховував застосувати звичайну тактику: атакувати з флангу розсіяні в марші корпуси союзників окремо. Однак цього разу союзники встигли стягнути корпуси в кулак, тож Наполеон не міг сподіватись на перемогу в битві з набагато чисельнішим супротивником. Єдине, що міг вдіяти Наполеон, це зупинити просування Головної армії, погрожуючи їй з флангу або тилу. Однак в такому випадку шлях на Париж лишався відкритим для армії Блюхера.
Наполеон обрав наступну стратегію: виставити заслони проти союзників, а самому пройти між арміями Блюхера і Шварценберга до північно-західних фортець, де він міг, деблокувавши та приєднавши гарнізони, значно посилити свою армію. Потім у нього з'явилася б можливість змусити союзників відступити, загрожуючи їх тиловим комунікаціям. Наполеон сподівався на повільність союзних армій та їхній страх перед армією французького імператора в тилу. Париж лишався на захист, головним чином, своїх жителів та Національної гвардії.
До 20 березня корпуси Головної армії зосередились між річками Сеною та Обом поблизу Труа. Наполеон обрав маршрут на північний схід вздовж долини річки Об через містечко Арсі-сюр-Об до Вітрі й далі на схід. 20 березня його 25-тисячна армія зіткнулась в Арсі з військами Шварценберга (до 90 тис. солдат). 21 березня після битви при Арсі-сюр-Об Наполеон був відкинутий за річку Об та відійшов до Сен-Діз'є, де мав намір тривожити союзні армії з тилу. Йому вдалось частково виконати поставлену задачу: наступ на Париж Шварценберга було призупинено.

### Взяття Парижа й кінець кампанії. Березень 1814

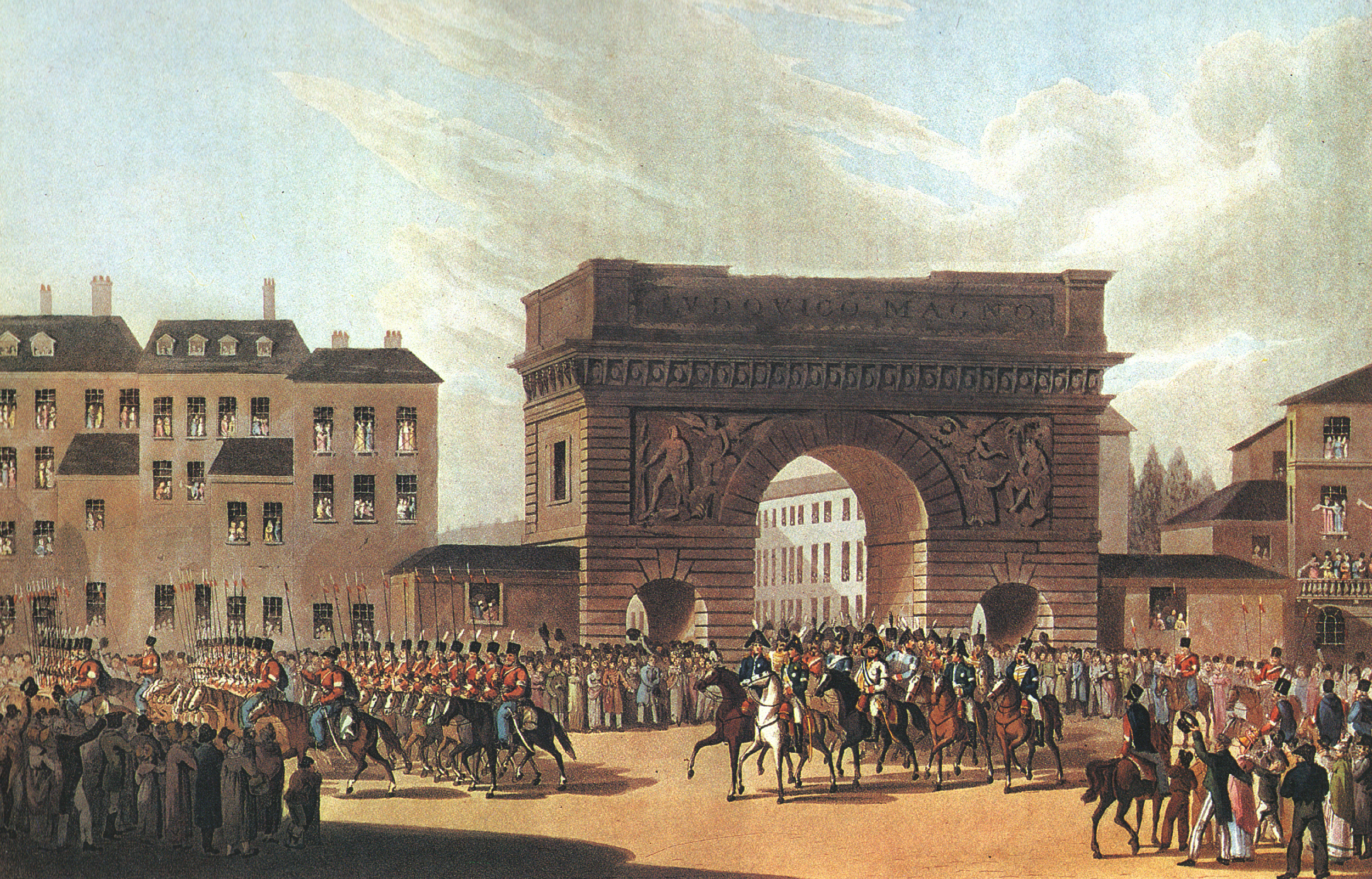
Російська армія входить до Парижа 1814

В свою чергу союзники 24 березня узгодили план подальших дій у кампанії, вирішивши після суперечок відновити наступ на Париж. Проти Наполеона було вислано 10-тисячний кавалерійський корпус під командуванням російського генерала Вінцингероде з тим, щоб ввести Наполеона в оману відносно намірів союзників. Корпус Вінцингероде було розбито Наполеоном 26 березня, але це вже не мало впливу на хід подальших подій.
25 березня армії Блюхера й Шварценберга вирушили на Париж. Того ж дня при Фер-Шампенуазі союзна кавалерія у двох окремих битвах розбила корпуси маршалів Мармона та Морт'є (16—17 тис. солдат) та майже цілком знищила великий загін Національної гвардії. Французькі корпуси поспішали на з'єднання с Наполеоном, після поразки вони відкотились до Парижа.
Коли 27 березня Наполеон довідався про наступ на Париж, то високо оцінив рішення супротивника: «Це прекрасний шаховий хід. Ось ніколи б не повірив, що будь-який генерал у союзників здатен це зробити». Наступного дня він від Сен-Діз'є (приблизно 180 км на схід від Парижа) кинувся на порятунок столиці, однак прибув надто пізно.
29 березня союзні армії (близько 100 тис. солдат, з них 63 тис. росіян) підійшли впритул до передової лінії оборони Парижа. За різними даними у французів було 22—26 тис. регулярних військ, 6—12 тис. ополчення Національної гвардії та близько 150 гармат. Нестача військ частково компенсувалась високим бойовим духом захисників столиці та їх надією на швидке прибуття Наполеона з армією.
30 березня російські та прусські корпуси атакували й після запеклих боїв захопили передмістя Парижа. Бажаючи врятувати багатотисячне місто від бомбардування й вуличних боїв, командувач правим флангом французької оборони маршал Мармон до 5 години дня відправив парламентера до російського імператора. Олександр I дав таку відповідь: «Він накаже зупинити битву, якщо Париж буде здано: інакше до вечора не пізнають місце, де була столиця.» Битва за Париж стала в кампанії 1814 року однією з найкривавіших для союзників, які втратили за один день боїв понад 8 тисяч солдат (з них понад 6 тис. росіян).
31 березня о 2 годині ранку було підписано капітуляцію Парижа. До 7 години ранку, за умовою угоди, французька регулярна армія мала залишити Париж. Опівдні 31 березня російська та прусська гвардія на чолі з імператором Олександром I тріумфально вступили до столиці Франції.
У перших числах квітня Сенат Франції видав декрет про повалення Наполеона й започаткував тимчасовий уряд. Тим не менше у більшій частині Франції народ визнавав імператорську владу, тобто, виникло двовладдя.
Наполеон довідався про капітуляцію Парижа того ж дня на під'їзді до столиці. Він вирушив до свого палацу у Фонтебло, де очікував на підхід своєї армії, що відстала. Наполеон стягнув всі війська (до 60 тис.) для продовження війни. Однак, під тиском власних маршалів, що враховували настрої населення й тверезо оцінювали співвідношення сил, 4 квітня Наполеон написав заяву про умовне зрікання на користь свого сина Наполеона II під регентством дружини Марії-Луїзи. Поки тривали перемовини, частина французької армії перейшла на бік союзників, що дало привід цареві Олександру I зробити умови складання повноважень жорсткішими.
6 квітня Наполеон написав акт зрікання за себе та своїх нащадків від престолу Франції. Того ж дня Сенат проголосив королем Людовіка XVIII. Сам Наполеон 20 квітня вирушив до почесного заслання на острів Ельбу у Середземному морі.
30 травня 1814 року було укладено мир, що повернув Францію у кордони 1792 року й відновив там монархію.

## Допоміжні фронти шостої коаліції
Війна шостої коаліції проти Наполеона та його союзників розгорнулась на більшій частині Європи, хоча вирішальні битви відбувались на основному театрі бойових дій у Пруссії, Саксонії й дальніх підступах до Парижа, де армії Шварценберга і Блюхера протистояли Наполеону.
В Іспанії англійсько-іспансько-португальська армія Веллінгтона відкинула французів маршала Сульта до Піренеїв, потім вторглась на південь Франції. Ця кампанія розглядається як самостійна війна на Піренейському півострові (Peninsular War 1807—1814) й охоплює більш тривалий період з 1807 року. На північному сході Італії проти австрійців та англійців бився пасинок Наполеона, віце-король Італії Євгеній Богарне. Колишній маршал Наполеона, шведський спадковий принц Бернадот восени 1813 відокремився від основних сил коаліції, що зосередились на Рейні для вторгнення на територію Франції. Його армія розділилась: російсько-прусські корпуси очищали від французьких гарнізонів Голландію та Бельгію (Сполучені провінції), шведська частина армії вирушила до кордонів Данії, щоб ізолювати угрупування маршала Даву в Гамбурзі й силою змусити Данське королівство поступитись Норвегією Швеції.

### Війна на Піренейському півострові
Війна на Піренейському півострові розпочалась у жовтні 1807 року, коли французький генерал Жюно з метою забезпечення континентальної блокади захопив Лісабон. З серпня 1808 року англійський генерал Артур Велслі, майбутній герцог Веллінгтон, очолює бойові дії в Португалії та Іспанії. Його супротивниками були французький маршал Сульт і брат Наполеона Жозеф. Катастрофічний розгром Наполеона в Росії призвів до відклику французьких частин з Іспанії, завдяки чому було створено сприятливі умови для наступу англійсько-іспансько-португальської коаліції.
21 червня 1813 Веллінгтон завдав поразки Жозефу Бонапарту при Вітторії: французи втратили близько 5 тис. солдат, що для 50-тисячної армії не становило надто важкого становища. Однак в результаті втрати обозу та майже усієї артилерії французька армія втратила боєздатність. Крім того, перемога Веллінгтона сталась у період перемир'я Наполеона з росіянами та пруссаками, що укріпило союзників у намірах продовжувати війну.
В липні 1813 відбулась битва за Піренеї, що відділяли Францію від Іспанії. Бої велись з перемінним успіхом, в результаті Веллінгтон зупинився на кордоні Франції, який перетнув у жовтні 1813, дізнавшись про відновлення союзниками активних бойових дій проти Наполеона. Маршал Сульт обмеженими силами (35 тис.) успішно стримував методичне просування англійсько-іспансько-португальських військ (до 100 тис.), тож коли армії Шварценберга та Блюхера штурмували Париж, Веллінгтон лишався на півдні Франції.
В Іспанії лишались французькі гарнізони під загальним командуванням маршала Сюше, які блокувались англійсько-іспанськими військами. Ці сили налічували до 65 тис. солдат у 1813, після втрат й відклику полків до Франції у Сюше лишалось 1814 року 15—20 тис. солдат у Каталонії (область Іспанії на Середземному узбережжі, що примикає до Піренеїв), які не брали участі як у вирішальних битвах у Франції, так і в обороні Піренеїв. Сульт пропонував Сюше вплинути на тили й комунікації армії Веллінгтона, однак той відмовився виводити нечисленні війська у поле, боючись за їх остаточне розсіювання та знищення. Спроба здати фортеці іспанцям за умови пропуску їх гарнізонів до Франції зазнали невдачі. Французький генерал Габерт 18 квітня 1814 здійснив невдалу спробу прорватись з Барселони, бій став останнім перед укладенням миру й повним визволенням Іспанії.
10 квітня 1814, після остаточного зречення Наполеона від престолу, Веллінгтон намагався взяти штурмом Тулузу. Сульт відбив приступ, але наступного дня залишив місто, довідавшись про події у Парижі.

### Бойові дії в Італії
Після битви при Лютцені Наполеон, який носив титул короля Італії, відправив свого пасинка, віце-короля Євгенія Богарне до Італії, щоб мобілізувати сили королівства на боротьбу з союзниками.
Майже всі регулярні війська королівства Італія загинули в Росії, Богарне довелось створювати армію заново. Він успішно скористався з тимчасового нейтралітету Австрії й до липня 1813 зібрав 45 тис. піхоти, 1500 кавалерії при 130 гарматах. Після вступу Австрії до війни в серпні 1813, її колишні провінції (Хорватія, Далмація, Іллірія), відібрані Наполеоном та долучені до його імперії, повстали проти французького правління.
Австрійська 50-тисячна армія під командуванням лейтенант-фельдмаршала Радивойвича двома колонами вступила на територію королівства Італії зі сходу між Альпами й узбережжям Адріатичного моря. Бойові дії звелись в основному до маневрів. Війська Богарне витіснялись з позицій шляхом обходу з флангів, поки в листопаді 1813 не зупинились по лінії ріки Адідже (протікає на східному боці основи Апеннінського півострова). Англійський флот висаджував десанти на острови й узбережжя Адріатики, австрійці блокували Венецію, але до кінця 1813 серйозніших подій не відбулося.
Неаполітанська армія короля Мюрата в листопаді 1813 рушила на північ Італії, однак ніхто не мав чіткого уявлення, чий бік візьме колишній французький маршал, якого Наполеон нагородив Неаполітанським королівством. 21 січня 1814 Мюрат перейшов на сторону Австрії, націливши свою 30-тисячну армію проти колишнього соратника Богарне взамін гарантії збереження корони. Однак Мюрат уникав вступу до активних бойових дій проти франко-італійських військ, в результаті чого війська Богарне змогли успішно стримувати просування австрійців та англійського десанту до району річки По. Під сильним натиском нових союзників Мюрат проводить повільні атаки без особливих результатів.
Богарне продовжував битись на півночі Італії до падіння Наполеона. Лише 16 квітня він підписав з австрійським генералом Беллегардом воєнну конвенцію, яка поклала край війні й лишила за Богарне більшу частину королівства. Потім Євгеній Богарне хотів коронуватись (проти чого союзники не заперечували), але проти цього виступив Сенат Італії. 20 квітня у Мілані спалахнуло повстання проти віце-короля. 24 квітня Богарне уклав у Мантуї конвенцію, за якою австрійці змогли зайняти всю північ Італії, а сам поїхав до Баварії під покровительство баварського короля, свого тестя.

### Бойові дії в Голландії та Данії
Після розгрому в битві під Лейпцигом у жовтні 1813 шведський кронпринц Бернадот не став переслідувати разом із союзниками французьку армію, а повернув Північну армію у протилежному напрямку.
Російський корпус Вінцингероде й прусський Бюлова було відправлено до Голландії, щоб звільнити її від французьких гарнізонів.
Бернадот зі своїми шведами й німецькими військами вирушив до Данії, союзниці Наполеона. Мета походу полягала в тому, щоб змусити Данію відмовитись від Норвегії (з XIV століття данське володіння). Дане територіальне придбання було умовою приєднання Швеції до 6-ї коаліції. 28 листопада 1813 шведська армія (60 тис.) перетнула кордон Данії. 7 грудня у битві під Борнхеведом шведська кавалерія примусила слабкі данські війська (10 тис.) до відступання. На морі супротивником Данії виступав могутній англійський флот, тож Данія була змушена підписати 14 січня 1814 угоду із Швецією (Кільські мирні угоди 1814), за якими Норвегія перейшла під номінальну владу шведської корони (до 1905 року). Після поразки Данії Бернадот рушив армію на допомогу союзникам, але до капітуляції Парижа шведські війська перебували у Нідерландах.